# Afzelia

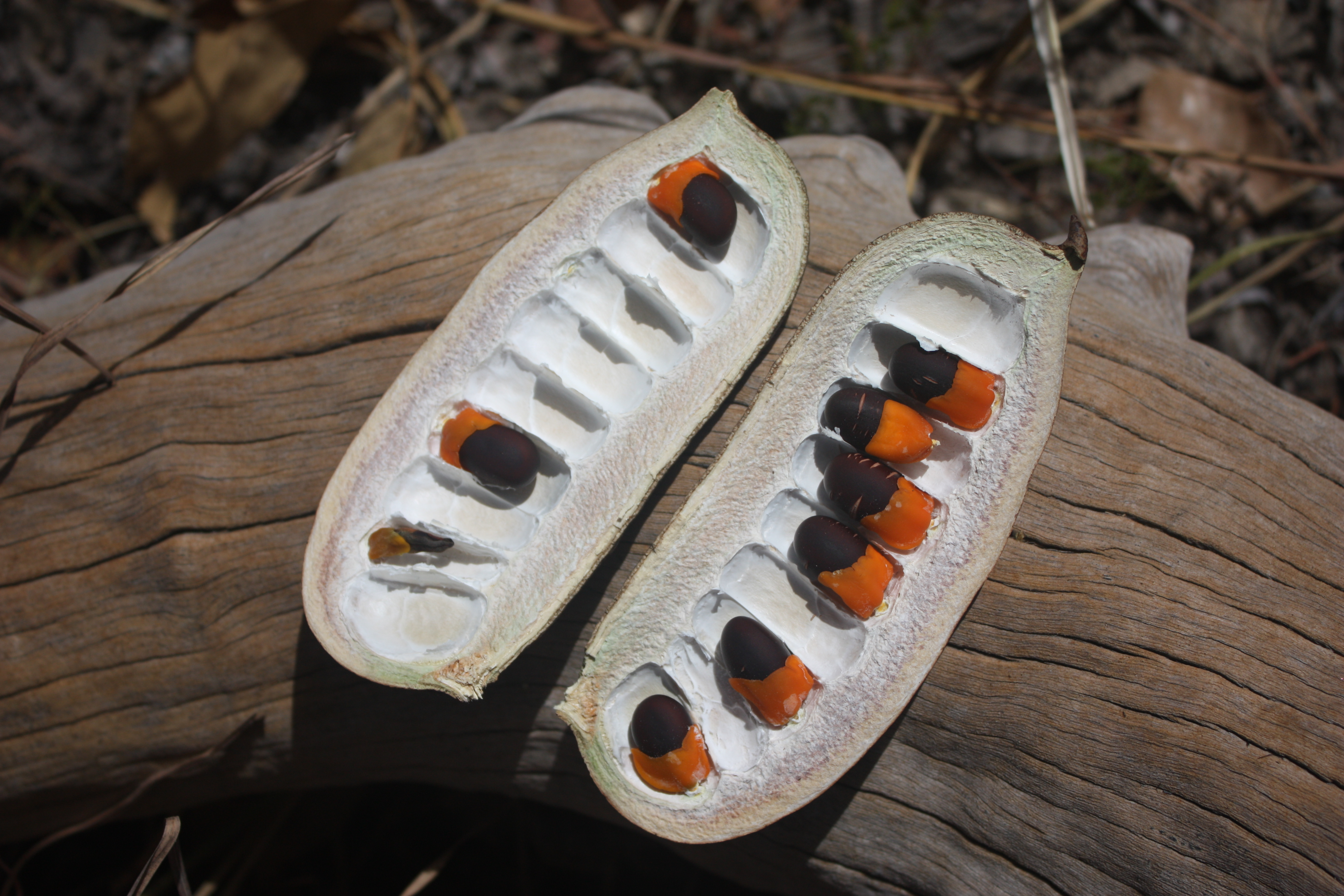
Strąk i nasiona Afzelia africana

Afzelia – rodzaj roślin z rodziny bobowatych (Fabaceae). Obejmuje ok. 12 gatunków występujących w tropikach Starego Świata. Na niektórych obszarach ważne drzewa użytkowe, jako dostarczające surowca drzewnego o nazwach handlowych "aligna", "apa". Czarno-czerwone nasiona A. quanzensis używane są do wyrobu koralików.

## Systematyka
Pozycja systematyczna
Jeden z rodzajów dawniej zaliczany do plemienia Detarieae w obrębie brezylkowych Caesalpinioideae z rodziny bobowatych Fabaceae. Współcześnie plemię to podnoszone jest do rangi podrodziny Detarioideae.
Wykaz gatunków
- Afzelia africana Pers.
- Afzelia bella Harms
- Afzelia bipindensis Harms
- Afzelia bracteata Benth.
- Afzelia javanica (Miq.) J.Leonard
- Afzelia martabanica (Prain) J.Leonard
- Afzelia pachyloba Harms
- Afzelia parviflora (Vahl) Hepper
- Afzelia peturei De Wild.
- Afzelia quanzensis Welw.
- Afzelia rhomboidea (Blanco) S.Vidal
- Afzelia xylocarpa (Kurz) Craib